# No-Do
No-Do, kurz für: Noticiarios y Documentales (Dt.: „Nachrichten und Dokumentationen“), war eine spanische Wochenschau, die von 1943 bis 1981 unter staatlicher Aufsicht produziert wurde. No-Do diente somit als Propagandainstrument des franquistischen Staates. Im Zuge der Demokratiebestrebungen nach Francos Ableben 1975 wurde die Wochenschau immer unpopulärer, dennoch konnte sich die Produktion bis 1981 halten. Der öffentlich-rechtliche Sender RTVE unterhält bis heute ein Archiv mit alten Ausgaben von No-Do.